# Sui (Shangqiu)
Sui  (en chino, 睢; pinyin, Suī (escuchar)ⓘ) es un condado  bajo la administración directa de la Prefectura Shangqiu en la Provincia de Henan, República Popular China.  Su área es de 920 km² y su población total para 2020 superó los 720 mil habitantes. 

## Administración
Desde marzo de 2024, el  Condado Sui  se divide en 20 pueblos  administrados en 2 subdistritos,  10 poblados y 8 villas.

## Toponimia
El topónimo Sui [/suéi/] apareció en el año 1126 durante la dinastía Jin cuando se fundó la Provincia Sui (睢州 Suizhou) llamada así por el río Sui (睢水) que baña su territorio. En el año 1377 durante la dinastía Ming se degradó a condado.